# Атамановське міське поселення
Атама́новське міське поселення (рос. Атамановское городское поселение) — міське поселення у складі Читинського району Забайкальського краю Росії.
Адміністративний центр — селище міського типу Атамановка.

## Населення
Населення міського поселення становить 10392 особи (2019; 10474 у 2010, 9590 у 2002).

## Склад
До складу міського поселення входять:
| Населений пункт                  | Населення, осіб (2002) | Населення, осіб (2010) |
| -------------------------------- | ---------------------- | ---------------------- |
| Атамановка, селище міського типу | 9463                   | 10381                  |
| Каменка, селище                  | 127                    | 93                     |